# Super GT 2009
Super GT 2009 kördes över nio omgångar.

## GT500

### Delsegrare
| Datum        | Bana      | Vinnare                            | Märke  |
| ------------ | --------- | ---------------------------------- | ------ |
| 22 mars      | Okayama   | João Paulo de Oliveira Seiji Ara   | Nissan |
| 19 april     | Suzuka    | Yuji Tachikawa Richard Lyons       | Lexus  |
| 4 maj        | Fuji      | Satoshi Motoyama Benoît Tréluyer   | Nissan |
| 21 juni      | Sepang    | Ronnie Quintarelli Hironobu Yasuda | Nissan |
| 26 juli      | Sugo      | Satoshi Motoyama Benoît Tréluyer   | Nissan |
| 23 augusti   | Suzuka    | Hiroaki Ishiura Kazuya Oshima      | Lexus  |
| 13 september | Fuji      | Ralph Firman Takuya Izawa          | Honda  |
| 18 oktober   | Autopolis | Juichi Wakisaka André Lotterer     | Lexus  |
| 8 november   | Motegi    | Ralph Firman Takuya Izawa          | Honda  |

## Slutställning
| Plats | Förare                               | Märke  | Poäng |
| ----- | ------------------------------------ | ------ | ----- |
| 1     | Juichi Wakisaka André Lotterer       | Lexus  | 88    |
| 2     | Ralph Firman Takuya Izawa            | Honda  | 81    |
| 3     | Satoshi Motoyama                     | Nissan | 78    |
| 4     | Benoît Tréluyer                      | Nissan | 73    |
| 5     | Toshihiro Kaneishi Koudai Tsukakoshi | Honda  | 51    |
| 6     | Ryo Michigami Takashi Kogure         | Honda  | 50    |
| 7     | Ronnie Quintarelli Hironobu Yasuda   | Nissan | 49    |
| 8     | João Paulo de Oliveira Seiji Ara     | Nissan | 48    |
| 9     | Hiroaki Ishiura Kazuya Oshima        | Lexus  | 44    |
| 10    | Yuji Tachikawa Richard Lyons         | Lexus  | 41    |